# 筧久美子
筧 久美子（かけひ くみこ、1932年 - ）は、日本の中国文学者、神戸大学名誉教授。
大阪府出身、旧姓は島田。夫は同じく中国文学者の筧文生（立命館大学名誉教授）。
京都大学文学部を経て大学院研究科博士課程中退。神戸大学教授、1996年定年退官、奈良大学教授、2003年退職。

## 著書
- 黄遵憲 岩波書店・中国詩人選集 第15巻 1963。島田久美子名義
- 上海の暮しのなかで 筑摩書房 1972
- 鑑賞中国の古典 第16巻 李白 角川書店 1988
  - 李白 中国の古典 角川ソフィア文庫 2004（ビギナーズ・クラシックス）
- 中国の食卓 茶余閑話 筑摩書房 1993
- 詩仙とその妻たち 李白の実像を求めて 研文出版〈研文選書〉2012

### 共編著
- 中国古典詩詞選 孫昌武 白帝社 1986
- 漢語の散歩道 一海知義・筧文生 かもがわ出版 1997
- 中国の群雄 国をゆるがす女たち 安西篤子・中野美代子 講談社 1998
- 漢語四方山話 一海知義・筧文生 岩波書店 2005
- 漢語いろいろ 一海知義・筧文生 岩波書店 2006

## 記念文集
- 筧久美子を語る 筧久美子先生の退官をお祝いする受講生の会 1996